# Saltos ornamentais nos Jogos Pan-Americanos de 1987
As competições de saltos ornamentais nos Jogos Pan-Americanos de 1987 foram realizadas em Indianápolis, Estados Unidos. Esta foi a décima edição do esporte nos Jogos Pan-Americanos. 

## Masculino

### Trampolim de 3 metros
| POSIÇÃO | ATLETA              |
| ------- | ------------------- |
|         | Greg Louganis (USA) |
|         | Doug Shaffer (USA)  |
|         | José Roche (MEX)    |

### Plataforma de 10 metros
| POSIÇÃO | ATLETA              |
| ------- | ------------------- |
|         | Greg Louganis (USA) |
|         | Matt Scoggin (USA)  |
|         | David Bedard (CAN)  |

## Feminino

### Trampolim de 3 metros
| POSIÇÃO | ATLETA                |
| ------- | --------------------- |
|         | Kelly McCormick (USA) |
|         | Megan Meyer (USA)     |
|         | Debbie Fuller (CAN)   |

### Plataforma de 10 metros
| POSIÇÃO | ATLETA                             |
| ------- | ---------------------------------- |
|         | Michele Mitchell (USA)             |
|         | Wendy Fuller (CAN)                 |
|         | Verónica G. Ribot de Cañales (ARG) |

## Quadro de medalhas
| Posição | Nação              |   |   |   | Total |
| ------- | ------------------ | - | - | - | ----- |
| 1       | USA Estados Unidos | 4 | 3 | 0 | 7     |
| 2       | CAN Canadá         | 0 | 1 | 2 | 3     |
| 3       | ARG Argentina      | 0 | 0 | 1 | 1     |
|         | MEX México         | 0 | 0 | 1 | 1     |
| Total   | Total              | 4 | 4 | 4 | 12    |